# Carmen Sílvia Ramasco
Carmen Sílvia de Barros Ramasco, posteriormente Carmen Sílvia de Barros Ramasco Jaccobucci (Campinas, 07 de Abril de 1946) é uma miss brasileira famosa por ter sido a primeira representante do Estado de São Paulo a se tornar Miss Brasil em 1967. Também tornou-se a primeira a conquistar para o Brasil o prêmio de melhor traje típico com seu "Bandeirante Estilizado" no Miss Universo 1967, no qual foi uma das quinze semifinalistas. Tornou-se polêmica também por ter renunciado ao título nacional durante o reinado por não compactuar com a organização do certame naquele época, comandada pelos Diários Associados, sendo sucedida pela paranaense Wilza Rainato. Vale ressaltar que sua vitória ainda entra na contagem para o Estado paulista.

## História
A loura Carmem Sílvia é a caçula dos três filhos do casal Carlos e Íris de Barros Ramasco.  Na época em que foi eleita Miss Brasil, sua irmã Neusa Fonteyne tinha 24 anos e era estudante de Ciências Contábeis e seu irmão Carlos Afonso tinha 23 anos e estudava Engenharia. Com o "Curso Normal" completo, ao que equivale hoje ao ensino médio, tinha como hobbies escutar bossa-nova e ir ao cinema. Era frequentadora assídua do aristocrático Tênis Clube de Campinas e trabalhava como secretária. Carmen estudou no Colégio Sagrado Coração de Jesus, na Rua José Paulino, em Campinas. Por causa da disciplina rígida imposta pelas freiras, tomou gosto pela cultura e saiu-se maravilhosamente bem nos testes de personalidade e nível intelectual durante os concursos estadual e nacional. Atleta, Carmen ainda foi campeã paulista de voleibol pelo Colégio Culto à Ciência como capitã e detém muitas medalhas que ganhou nadando, desde os 6 anos de idade.

## Concursos de Beleza

### Miss Brasil
Para concorrer ao Miss Brasil, Carmem precisou quebrar um tabu, já que os concursos de beleza não eram bem vistos pelas famílias mais tradicionais. Mas, este não seria o único preconceito que ela iria desafiar. Já fizera isso antes, quando resolvera trabalhar, apesar da oposição dos pais. E o faria depois, ao se ligar a um homem desquitado e 10 anos mais velho do que ela, apesar da pressão da família.}}
Suas medidas eram: 1.73m de altura, 63 kg, 94 cm de busto e quadris, 61 de cintura, 56 de coxa e 21 de tornozelo. Naquela ano, São Paulo foi o último Estado a eleger sua miss, o que acabou trazendo novos problemas para Carmem. Enquanto ela ainda concorria ao título estadual, todas as outras misses, já eleitas, cumpriam um programa de confraternização, na Bahia. Dessa forma, quando Carmem chegou ao Rio para a final do concurso, todas as misses estaduais já se conheciam e ela acabou ficando isolada. A situação de Carmem não poderia ser mais desagradável. Para completar o isolamento, uma gripe violenta a fez ficar de cama e, na véspera da final do concurso, no ensaio geral, ela estava com 39 graus de febre e quase caindo da passarela.}}
Foi eleita no dia 1º de Julho de 1967 sob vaias, visto que o público carioca presente no Maracanãzinho preferia Anísia Gasparina da Fonseca, Miss Brasília que ficou como quarta colocada, esta que marcou também por ter sido a 1ª miss a chamar tanta a atenção por ser de família muito humilde, além de trabalhar como empregada doméstica. Carmen superou outras 24 candidatas naquela noite. Até uma laranja foi jogada da platéia em direção à vencedora indo se espatifar num dos refletores da televisão devido a insatisfação do público presente.}}

### Miss Universo
Após sua vitória no nacional, Carmem teve apenas dois dias para preparar a documentação e fazer algumas compras em butiques antes de embarcar para Miami. Ela viajou acompanhada apenas pela irmã que, como ela, falava pouco inglês. Este foi o primeiro momento, desde que entrou nessa maratona,  que Carmem foi deixada só, sem um representante do concurso grudado a seus pés, conferindo seus menores gestos – e justamente quando mais precisava deles.
No dia da escolha da nova Miss Universo, Carmem queimou as pernas com água-viva, quando as misses se reuniam na praia para serem fotografadas. Depois, na hora do desfile final, um ventilador caiu sobre ela, o que quase a fez desmaiar.

### Renúncia
Carmen foi a primeira a levantar uma enorme polêmica em torno do concurso, rompendo com o contrato e renunciando ao título, enquanto denunciava, através de uma rede de televisão, a péssima organização e o desrespeito de que vinha sendo vítima. Foi  a primeira a ter a coragem de desmascarar o sonho e expor a dura realidade, a contar publicamente que a Miss é apenas o disfarce de uma louca corrida atrás de maiores lucros.
Ao voltar para o Brasil depois do certame Miss Universo 1967, Carmem chegou a protagonizar um comercial para a TV, de produtos de maquiagem da cosmética Helena Rubinstein, começou também a maratona de viagens pelas capitais e cidades do interior, compromissos que ela deveria cumprir até o final do seu reinado como Miss Brasil. Mas, a esta altura, ela já havia se dado conta de uma grande encenação na qual ela era a peça principal. A começar pelos prêmios a que fizera jus: como Miss São Paulo ela deveria ganhar um carro que nunca apareceu. Seu prêmio como Miss Brasil era outro carro e mais 24.000 cruzeiros. O carro, um Volkswagen, ela recebeu quatro meses depois. Quanto ao prêmio em dinheiro, não era mais do que um contrato de trabalho pelo qual ela receberia 2.000 cruzeiros mensais.
Embora seu salário fosse fixo e ela não recebesse nada além do estipulado – mesmo precisando estar à disposição dos organizadores do concurso a qualquer hora do dia ou da noite -, em suas apresentações pelas capitais era cobrado um cachê altíssimo. Quando Carmem começou a sentir a hostilidade das pessoas e a ouvir, não raras vezes, comentários desagradáveis do tipo “quem ela pensa que é para cobrar esta fortuna?", resolveu parar de viajar e denunciar os organizadores do concurso através da televisão e da imprensa. Feito isso, não havia mais motivos para continuar participando daquele jogo e ela renunciou ao título para se casar.}}

## Atualmente
Carmen se casou com o ortodontista José Roberto Jacobucci - hoje já falecido - e teve quatro filhos, porém somente três são vivos. Viúva aos 44 anos, criou Ricardo Ramasco Jaccobucci e duas mulheres: Cristiane Ramasco Jaccobucci e Veridiana Ramasco Jaccobucci, sozinha. As filhas não seguiram os passos da mãe. Carmen perdeu sua filha Fabiana Ramasco Jaccobucci de 26 anos devido à negligência médica. Hoje atua como maquiadora e esteticista. Ela se considera ainda jornalista, por atuar no campo da poesia e como redatora de contos infantis. Já foi professora de voleibol na Escola Normal de Campinas. Seu filho Ricardo tem uma Banda chamada BBBand.